# Samba Meu
 (mars 2023).
Si vous disposez d'ouvrages ou d'articles de référence ou si vous connaissez des sites web de qualité traitant du thème abordé ici, merci de compléter l'article en donnant les références utiles à sa vérifiabilité et en les liant à la section « Notes et références ».
Albums de Maria Rita
Segundo
(2005) Elo
(2011)
Samba Meu est le troisième album de Maria Rita, sorti en 2007.

## Liste des chansons
1. Samba Meu (Rodrigo Bittencourt)
2. O homem falou (Gonzaguinha)
3. Maltratar, não e direito (Arlindo Cruz et Franco)
4. Num corpo só (Arlindo Cruz et Picolé)
5. Cria (Serginho Meriti et Cesar Belieny)
6. Tá Perdoado (Franco et Arlindo Cruz)
7. Pra declarar minha saudade (Jr. Dom et Arlindo Cruz)
8. O que é o amor (Arlindo Cruz, Maurição et Fred Camacho)
9. Trajetória (Arlindo Cruz, Serginho Meriti et Franco)
10. Mente ao meu coração (F. Malfitano)
11. Novo amor (Eduardo Krieger)
12. Maria do Socorro (Eduardo Krieger)
13. Corpicho (Ronaldo Barcellos et Picolé)
14. Casa de Noca (Serginho Meriti, Nei Jota Carlos et Elson do Pagode)